# Fiat 1200
La Fiat 1200 è un'automobile prodotta dalla Fiat tra il 1957 ed il 1960.
Realizzata dalla Sezione Carrozzerie Speciali della Casa torinese, la 1200 Granluce era una versione di gamma superiore della 1100/103, di cui conservava non solo la meccanica, ma anche l'ossatura.

## Il contesto
Rispetto al modello di partenza la 1200 riprendeva soluzioni analoghe a quelle dei veicoli statunitensi dell'epoca,  un nuovo padiglione (con lunotto panoramico, parabrezza maggiorato e vetri laterali ampliati, da cui il nome Granluce), una coda più alta con pinne  più marcate, portiere anteriori con apertura controvento, carrozzeria bicolore e interni ridisegnati e meglio rifiniti. Minori invece le modifiche al frontale: nuova mascherina con maglia a rettangoli e diversi fanalini.
Dal punto di vista tecnico variava solo la cilindrata incrementata da 1089 a 1221cm³, aumentando l'alesaggio e mantenendo quindi le stesse bielle e lo stesso albero motore.
La collocazione, rispetto alla 1100/103, in una fascia di mercato superiore era, secondo la Fiat, data dalle migliori prestazioni (la potenza era di 55cv), dalle finiture più curate (rivestimenti in tessuto per sedili, pannelli porta e parte della plancia) e dalla maggior "importanza" conferita alla carrozzeria dai numerosi fregi cromati e dalla verniciatura bicolore.
La vettura venne presentata al Salone dell'automobile di Torino del 1957 con il medesimo incernieramento "a farfalla" delle portiere adottato dalla 1100-103 ma con le prime consegne  (all'inizio del 1958) la 1200 Granluce apparve con tutte e quattro le porte ad apertura controvento.
Malgrado la carrozzeria più moderna (anche se ornata da troppe cromature) e la tinteggiatura bicolore, la 1200 Granluce non ebbe la diffusione sperata, forse per le prestazioni poco superiori alla 1100 ma anche per il predominio della Giulietta Alfa Romeo, in crescente successo.
Sempre nel 1957 il motore di 1,2 litri da 55cv venne installato anche nel corpo vettura della 1100/103 E TV Trasformabile, leggermente ritoccato (paraurti più avvolgenti, diversi ripetitori laterali degli indicatori di direzione), dando vita alla 1200 Trasformabile.
Parimenti, la Pininfarina realizzava un piacevole coupé 2+2 da produrre in piccola serie.

La cabriolet 1200 del 1959/60

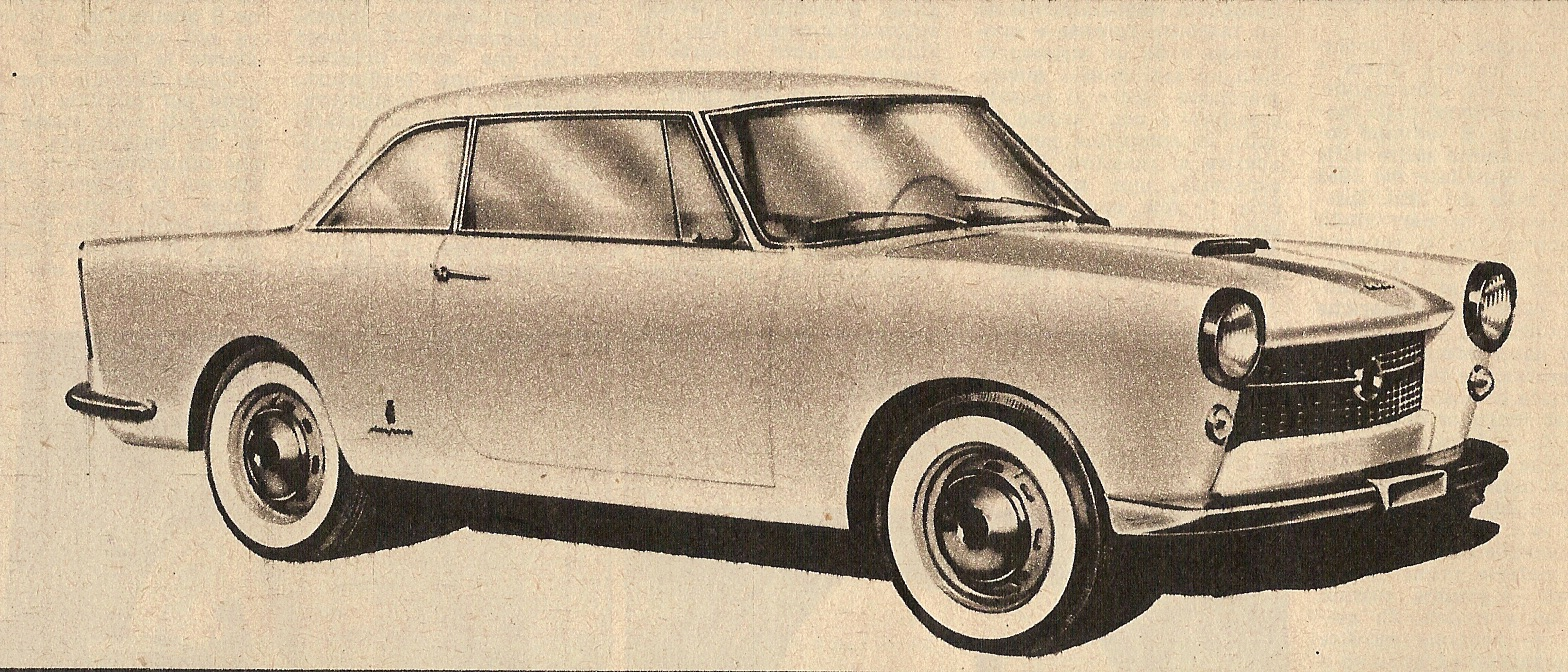
La coupé 1200 di Pininfarina del 1958

Al Salone di Ginevra del marzo 1959, la berlina 1200 Granluce subì alcune modifiche "estetiche" che soprattutto appesantirono la linea con ulteriori orpelli luccicanti, tra cui la fascia laterale in alluminio satinato e una diversa mascherina anteriore, e coi rostri dei paraurti con tampone in gomma (peraltro utili a impedire o contenere i danni in caso di lievi urti "in appoggio" e che rimasero uno standard per tutti gli anni '60 e parte dei '70 anche su auto di gamma molto alta). Arrivarono anche 3CV in più. 
La 1200 Trasformabile venne rimpiazzata nel 1959 dalla Fiat 1200 Cabriolet di Pininfarina, mentre la 1200 Granluce uscì di listino nel settembre del 1961 (dopo poco più di 20.000 esemplari prodotti), quando già da qualche mese era stata lanciata la sostituta, la più accattivante e moderna 1300. La carrozzeria della 1200 Granluce, ritoccata nel frontale e spogliata delle eccessive sovrastrutture, venne riutilizzata dalla 1100 Special uscita alla fine del 1960.
Il medesimo motore 1200 equipaggiò nel 1963 la OSI 1200 S, piccolo spider dell'omonima azienda (fornitrice di carrozzerie per Innocenti e Fiat), prodotto anche in Germania dalla Neckar.